# Maesa floribunda
Maesa floribunda är en viveväxtart som beskrevs av Rudolph Herman Scheffer. Maesa floribunda ingår i släktet Maesa och familjen viveväxter. Inga underarter finns listade i Catalogue of Life.